# Codex Aureus di Sant'Emmerano

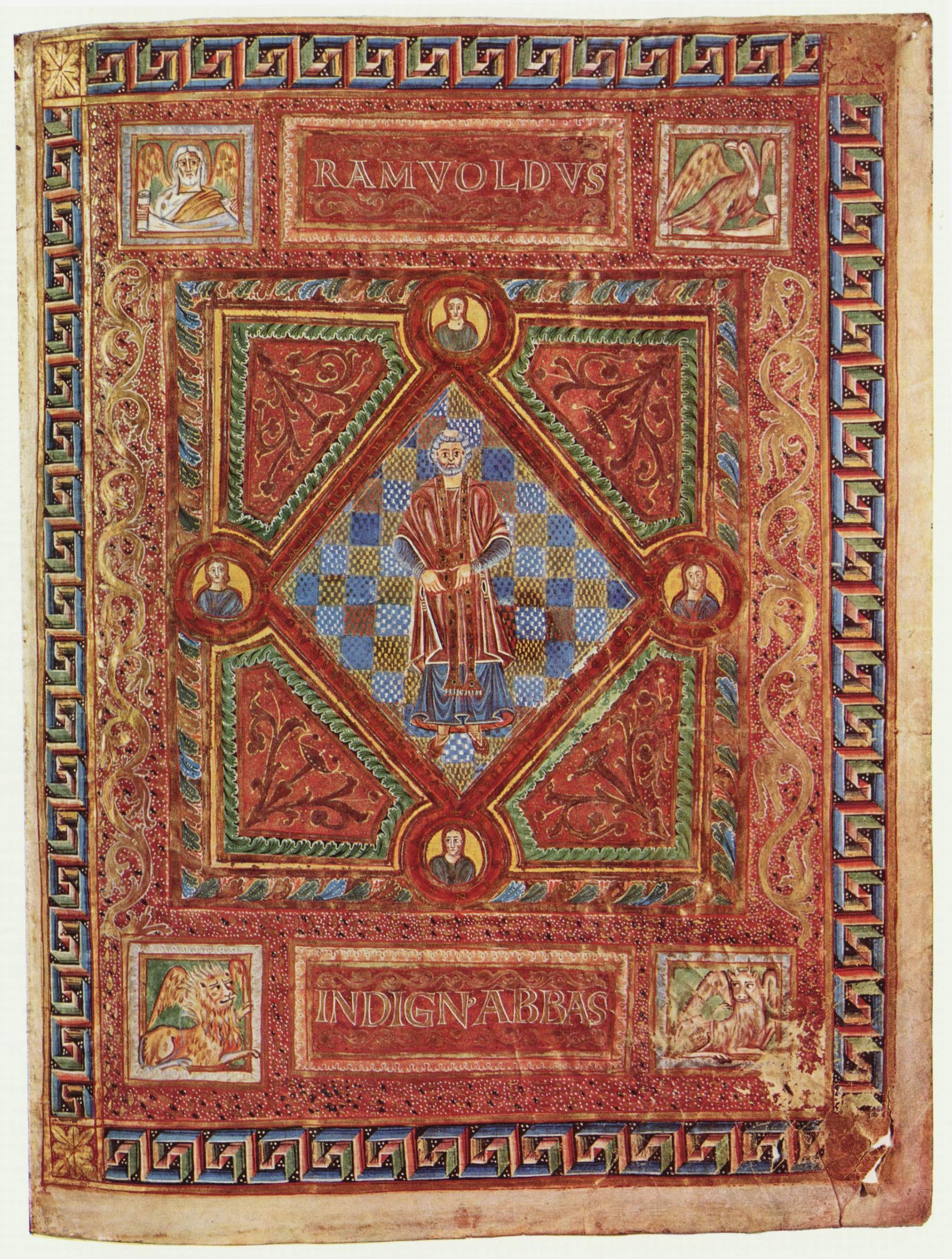
Ritratto dell'abate Ramwod.

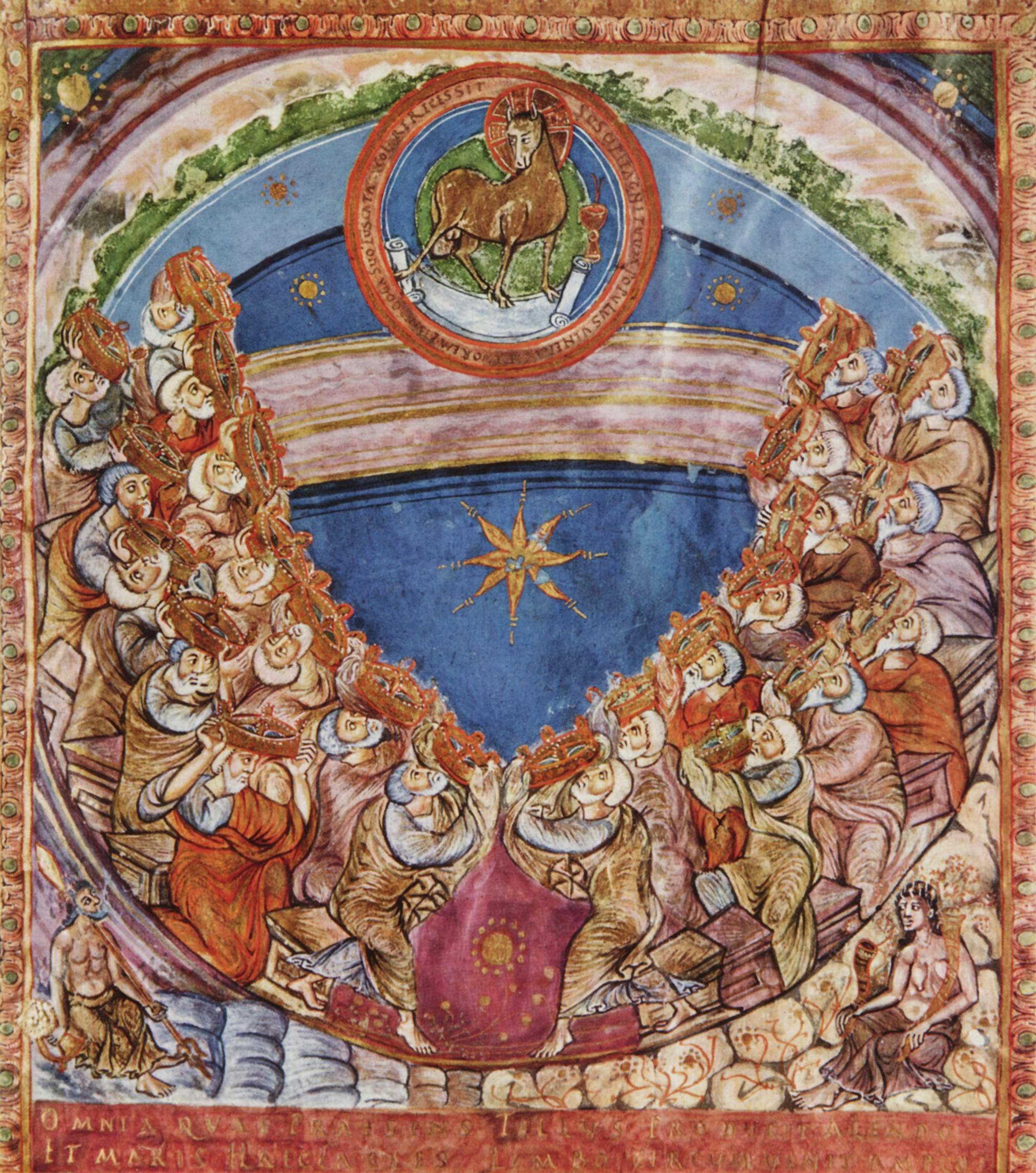
L'adorazione dell'Agnello.

Il Codex Aureus di Sant'Emmerano (Monaco di Baviera, Bayerische Staatsbibliothek, Clm 14000) è un evangeliario miniato del IX secolo. Prende il nome dall'abbazia di Sant'Emmerano (dedicata a Emmerano di Ratisbona), in cui rimase per gran parte della sua storia. La copertina è decorata con gemme e figure in rilievo in oro, è databile con precisione all'870, ed è un importante esempio di arte carolingia, nonché una delle pochissime rilegature preziose sopravvissute dell'epoca.
La copertina superiore dell'Evangeliario di Lindau è probabilmente opera della stessa bottega, anche se vi sono differenze di stile: questo laboratorio è associato all'imperatore del Sacro Romano Impero Carlo il Calvo ed è spesso definito la sua "Scuola di Palazzo"; la sua originale ubicazione (ammesso che ne avesse una fissa) rimane incerta e molto discussa, ma l'abbazia di Saint-Denis, fuori Parigi, è una delle principali possibilità. Il Ciborio di Arnolfo (un ciborio architettonico in miniatura più che una pisside), ora alla Residenza di Monaco di Baviera, è la terza opera importante del gruppo, insieme alla cornice di un antico piatto in serpentino oggi al Museo del Louvre. Studiosi moderni tendono a considerare i Vangeli di Lindau e il Ciborio di Arnolfo in relazione più stretta tra loro di quanto non lo sia il Codex Aureus con entrambi.

## Storia
Fu prodotto per l'imperatore del Sacro Romano Impero Carlo il Calvo attorno all'870. Non si sa con certezza dove avesse allora sede la Scuola di Palazzo (dopo che la sua precedente sede presso l'abbazia di San Martino a Tours fu distrutta nell'853), ma probabilmente al tempo della produzione del codice si era trasferita presso la Basilica di Saint-Denis, fuori Parigi. Fonti dell'XI secolo affermano che il codice fu prodotto nell'893 e donato all'imperatore Arnolfo di Carinzia, che a sua volta ne fece omaggio all'abbazia di Sant'Emmerano, allora retta dall'abate Tutone. Dopo la secolarizzazione del 1811 fu donato alla Bayerische Staatsbibliothek di Monaco (riferimento catalogo Clm 14000).

## Contenuto
Il codice fu redatto dai monaci Liuthard e Beringer. Sette miniature a piena pagina mostrano i quattro evangelisti, Carlo il Calvo in trono, l'adorazione dell'Agnello e un Cristo in maestà. Comprende inoltre dodici tavole canoniche, dieci iniziali e incipit miniati. Il testo è scritto in lettere onciali dorate, con ogni pagina incorniciata. Misura 420 mm per 330 mm e consiste di 126 fogli di pergamena fine.
La copertina è realizzata a mano in oro e decorata con pietre preziose, zaffiri, smeraldi e perle. Al centro di essa appare Cristo in maestà, in rilievo sbalzato, seduto sul globo del mondo e che tiene sulle ginocchia un libro su cui sono iscritte le parole: «Io sono la via, la verità e la vita. Nessun uomo viene al Padre, se non tramite me.» L'inclusione di questa iscrizione identifica nuovamente il Libro dei Vangeli con Cristo, il versetto ha infatti il medesimo senso se consideriamo che a pronunciarlo sia il Cristo o lo stesso Libro dei Vangeli. Intorno al Cristo, fuori da una cornice, ci sono quattro ritratti di evangelisti seduti, sopra o sotto ciascuno dei quali è una scena del loro Vangelo. Leggendo dall'alto a sinistra, in senso orario, questi sono: Cristo e l'adultera, Cacciata dei mercanti dal Tempio, Guarigione del cieco, Guarigione del lebbroso.
Durante l'epoca carolingia, il re Carlo Magno credeva nei poteri spirituali delle pietre preziose e dei minerali e nel loro legame magico con il cielo. Riteneva che gli zaffiri simboleggiassero un'immagine del paradiso, delle virtù celesti e della vita eterna. Carlo Magno trasmise il suo interesse per le qualità spirituali delle pietre preziose al nipote, Carlo il Calvo, che commissionò la scrittura del Codex Aureus e dei Vangeli di Lindau. Gli artigiani decorarono la copertina con smeraldi, zaffiri, rubini, granati, agate e perle. Lo standard dell'opera è estremamente raffinato, con ciascuna delle gemme in una montatura che si innalza dal piano della copertina ed è decorata con dettagli raffinati. Gli "artigli" che tengono in posizione le gemme sono minuziosamente formati come foglie d'acanto; i primi lavori in metallo ingioiellati di solito utilizzavano montature più semplici.
Secondo il Libro dell'Esodo nella Bibbia, Dio era in cielo in piedi su una strada pavimentata di zaffiri: «E videro il Dio d'Israele; e sotto i suoi piedi c’era come un pavimento di pietra di zaffiro, simile al cielo stesso per limpidezza» (Esodo 24:9-10). L'elaborata e costosa decorazione della copertina ha lo scopo di glorificare la Parola di Dio.